# راس آدامز
راس آدامز (انگلیسی: Ross Adams؛ –) بازیگر اهل انگلستان است.
از فیلم‌ها یا برنامه‌های تلویزیونی که او در آن نقش داشته‌است می‌توان به هالیوکس اشاره کرد.
او در ژوئیه ۲۰۱۸، به عنوان عضو هیئت مدیره در Love Island در کنار فرن مک کان و دنی جونز ظاهر شد.

## زندگی شخصی
او  همجنس‌گرا  است، در آوریل 2018، آدامز با دوست پسرش فیل کراشام ازدواج کرد